# Marea Mawson
Marea Mawson este o zonă de mare de-a lungul coastei Queen Mary Land la est de Antarctida între "Calota Shackleton" în partea de vest și Golful Vincennes în est. La vest de aceasta, pe partea de vest a Calotei Shackleton, este Marea Davis. La est este Insula Bowman și Golful Vincennes.
Doi ghețari importanți debușează în Marea Mawson: Ghețarul Scott și Ghețarul Denman. Bucăți din Ghețarul Denman dau naștere periodic insulei de Gheață Pobeda în Marea Mawson.